# Doritos
Doritos (з іспанського — «позолочений») — американський бренд ароматизованих чипсів з тортильї (коржиків з кукурудзяного борошна).

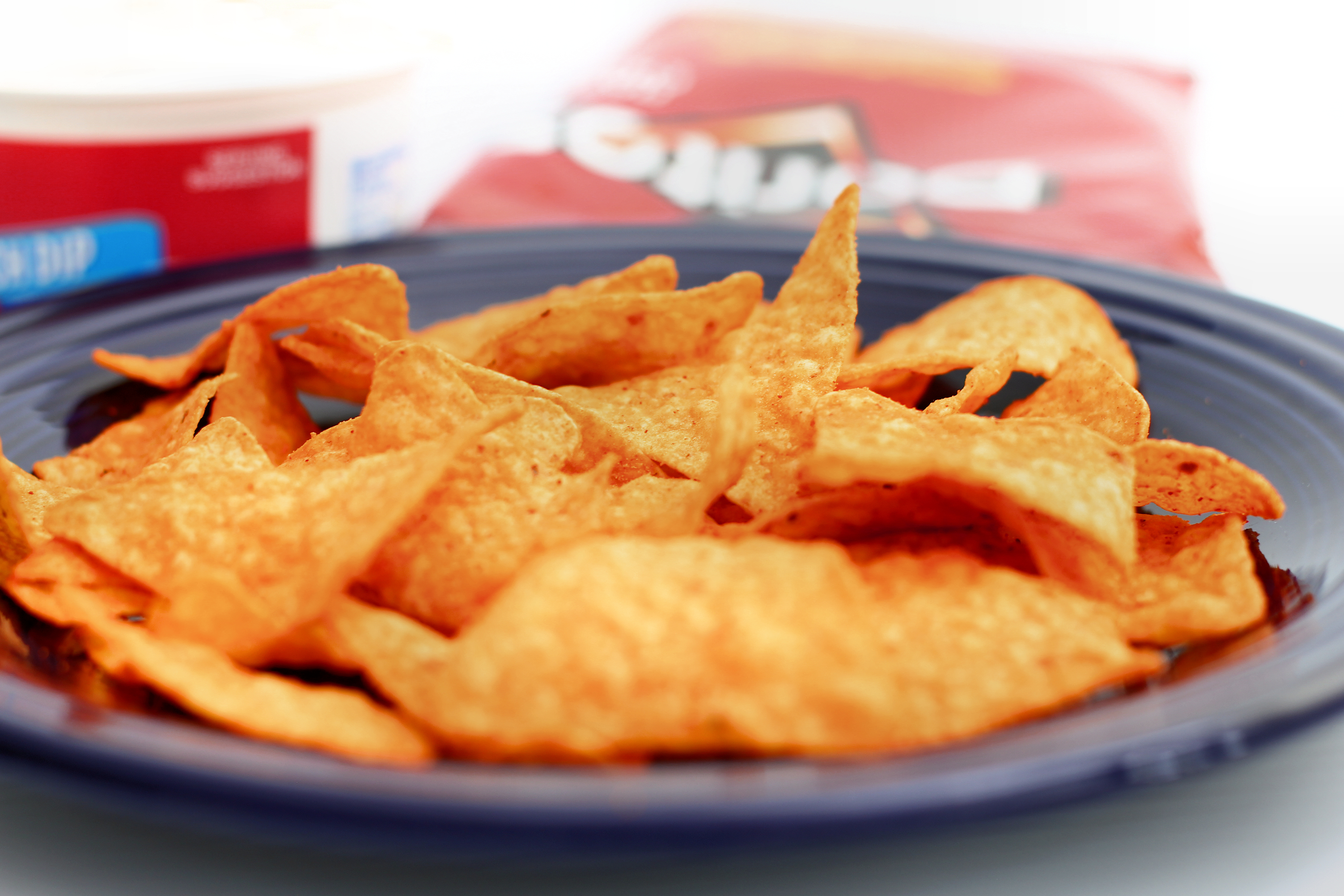
Дорітос зі смаком «Nacho Cheese»

Випускаються з 1964 року компанією Frito-Lay, що входить в холдинг PepsiCo. Оригінальні Doritos не були приправлені. Першим ароматом був Toasted Corn, випущений в 1966 році, потім Taco в 1967 році та Nacho Cheese в 1972 році. Інші фірмові аромати почали з'являтися в кінці 1980-х років. Концепція Doritos виникла в ресторані у Діснейленді. В Україні чипси Doritos з 2022 року поступлять в продаж.
Doritos також придбала популярність завдяки своїм маркетинговим кампаніям, в тому числі за багатьма рекламним роликам під час Супербоула. У 2019 році продукція рекламувалася вже без логотипа і назви бренду.

## Історія
Згідно з легендою, ідея чипсів виникла завдяки винахідливості власника ресторану Casa de Fritos (нині Rancho Del Zocalo)  в Діснейленді в Анахаймі, Каліфорнія, на початку 1960-х років. Використовуючи надлишки коржів і взявши оригінальну ідею від традиційної мексиканської закуски, відомої як тотопо, ресторан, що належить компанії, він нарізав їх, обсмажив і додав базові приправи, схожі на мексиканські чилаквілі, але в цьому випадку сухі. Коли ресторан відвідав віцепрезидент з маркетингу від компанії Frito-Lay, він уклав угоду про початок масового виробництва. Від самого початку Doritos були доступні тільки жителям Каліфорнії. У 1964 році укладено угоду з Alex Foods, постачальником багатьох товарів для Casa de Fritos в Діснейленді, і протягом короткого часу виробляв чипси на регіональному рівні, перш ніж обсяги були переповнені, і Frito-Lay переніс виробництво всередину до свого заводу в Талсі. З 1966 року їх стали продавати по всій Америці. Починаючи з 1967 року з'явилися версії з різними смаковими добавками. Винахідник чипсів був похований за власним бажанням під їх шаром. Йому було 97 років.
Компанія швидко росла, і до 1993 року доходи від продажу Doritos, за даними Information Resources International, перевищували мільярд доларів від роздрібних продажів, що становить одну третину від загального обсягу продажів Frito-Lay за рік. З усім тим, у найдорожчому редизайні в історії Frito-Lay, у 1994 році компанія витратила 50 мільйонів доларів на перероблення Doritos, щоб зробити чіпи на 20% більшими, на 15% тоншими та заокруглити краї чіпа. Роджер Дж. Бердуско, віцепрезидент з маркетингу чипсів тортилья, сказав, що основною причиною зміни була «більша конкуренція з боку чипсів тортилья в ресторанному стилі, які є більшими та міцнішими».  Зміна в дизайні стала результатом дворічного дослідження ринку, в якому взяли участь 5000 їдців чипсів. Новий дизайн надав кожній стружці закруглені кути, що полегшує їжу та зменшує кількість брухту, що виникає від зламаних кутів. Кожній чипси також додавали більше приправ, завдяки чому смак був сильнішим. Починаючи з січня 1995 року, оновлені чипси були випущені в чотирьох варіантах.
У Сполучених Штатах Frito-Lay виключив трансжири з усіх сортів Doritos у 2002 році. Того ж року бренд Doritos почав відповідати правилам маркування Управління з контролю за продуктами й ліками США, за чотири роки до того, як правила стали обов’язковими.
У 1993 році на компанію подав до суду Чарльз Грейді, який стверджував, що його горло було поранене внаслідок уживання Doritos. Відповідно до його позову, форма і жорсткість чипсів зробили їх небезпечними за своєю суттю. Грейді намагався визнати доказами дослідження колишнього професора хімії, яке підрахувало, як краще безпечно споживати чипси. Пізніше Верховний суд Пенсільванії постановив, що дослідження не відповідає науковим стандартам і не може бути представлено як доказ.
У 2005 році продажі Doritos в США впали на 1,7% до 595 мільйонів доларів. Щоб збільшити обсяг продажів у 2006 році, компанія запустила кілька нових смаків, нову етикетку та більше двомовної реклами. Віцепрезидент Frito-Lay Джо Еннен назвав це «найзначнішим ребрендингом і перезапуском у 38-річній історії Doritos».
21 лютого 2013 року логотип Doritos було знову змінено, а також прийнятий рекламний слоган «Для сміливих» (в оригіналі — «FOR THE BOLD»).
У 2015 році Doritos представила обмежену серію продукту Rainbow Doritos, яка була доступна лише для тих, хто зробив мінімальну пожертву в розмірі 10 доларів США для проєкту It Gets Better, некомерційної організації, яка підтримує ЛГБТ-молодь. Заохочення зібрало 100 000 доларів для організації, попри деякі суперечки.
До 2018 року на території США компанія продавала продукції на 1,5 млрд доларів.

## Скандали
Компанія планувала випускати жіночі чипси. Вони повинні були не видавати шуму під час їжі. Але пізніше відмовилася від ідеї, через звинувачення в дискримінації.

## Doritos 3D
Doritos 3D — це лінія надутих Doritos введена в 1990-х роках та припинена в США в середині 2000-х. Ці закуски були описані як «Doritos-зустрічає-Bugles».  Ароматизатори включені «Халапеньйо Чедер», «Начо Сир» та «Пікантний Ранчо». Doritos 3D все ще продаються в Мексиці. Станом на 21 грудня 2020 року було оголошено що Doritos 3D повернеться на 28 грудня цього місяця. Закуска тепер доступна в ароматі «Чилі Сир Начо» та «Пряне Ранчо».